# 洛馬里卡 (加利福尼亞州)
洛馬里卡（英語：Loma Rica）是位於美國加利福尼亞州尤巴縣的一個人口普查指定地區。

## 地理
洛馬里卡的座標為39°18′43″N 121°25′04″W / 39.31194°N 121.41778°W，而該地最高點為海拔高度125米（即410英尺）。

## 人口
根據2010年美國人口普查的數據，洛馬里卡的面積為47.871平方千米，當中陸地面積為47.871平方千米，而水域面積為0.000平方千米。當地共有人口2368人，而人口密度為每平方千米49人。